# 愛の調書、又は電話交換手失踪事件
愛の調書、又は電話交換手失踪事件（原題:Ljubavni slucaj,ili Tragedija sluzbenice PTT ）は1967年製作のユーゴスラビア映画。日本公開は1991年9月1日。
英語圏ではLove Affair, or the Case of the Missing Switchboard Operatorのタイトルで公開された。
ドゥシャン・マカヴェイエフ監督が性科学映画全盛期にメガホンを撮ったドキュメンタリータッチのサスペンス映画。実在の罪学者ジヴォン・アレクシッチ博士と性科学者アレクサンダル・コスティッチ博士が全面協力した異色作。ベオグラードの警察関係者から聞いた殺人事件を元にしているという。

## スタッフ
- 監督・脚本：ドゥシャン・マカヴェイエフ
- 製作：アレクサンダル・クルスティチ
- 撮影：アレクサンドル・ペトコヴィッチ
- 美術：ヴラディサラフ・ラシチ

## キャスト
- エヴァ・ラース
- スロボダン・アリグリディチ
- ルジカ・ソキッテ